# Autobianchi A112 Bertone Runabout
L'Autobianchi Runabout è  una concept car che è stata ideata e progettata dal designer Marcello Gandini della carrozzeria Bertone di Grugliasco ed è stata messa in mostra in occasione del Salone dell'automobile di Torino 1969.

## Storia

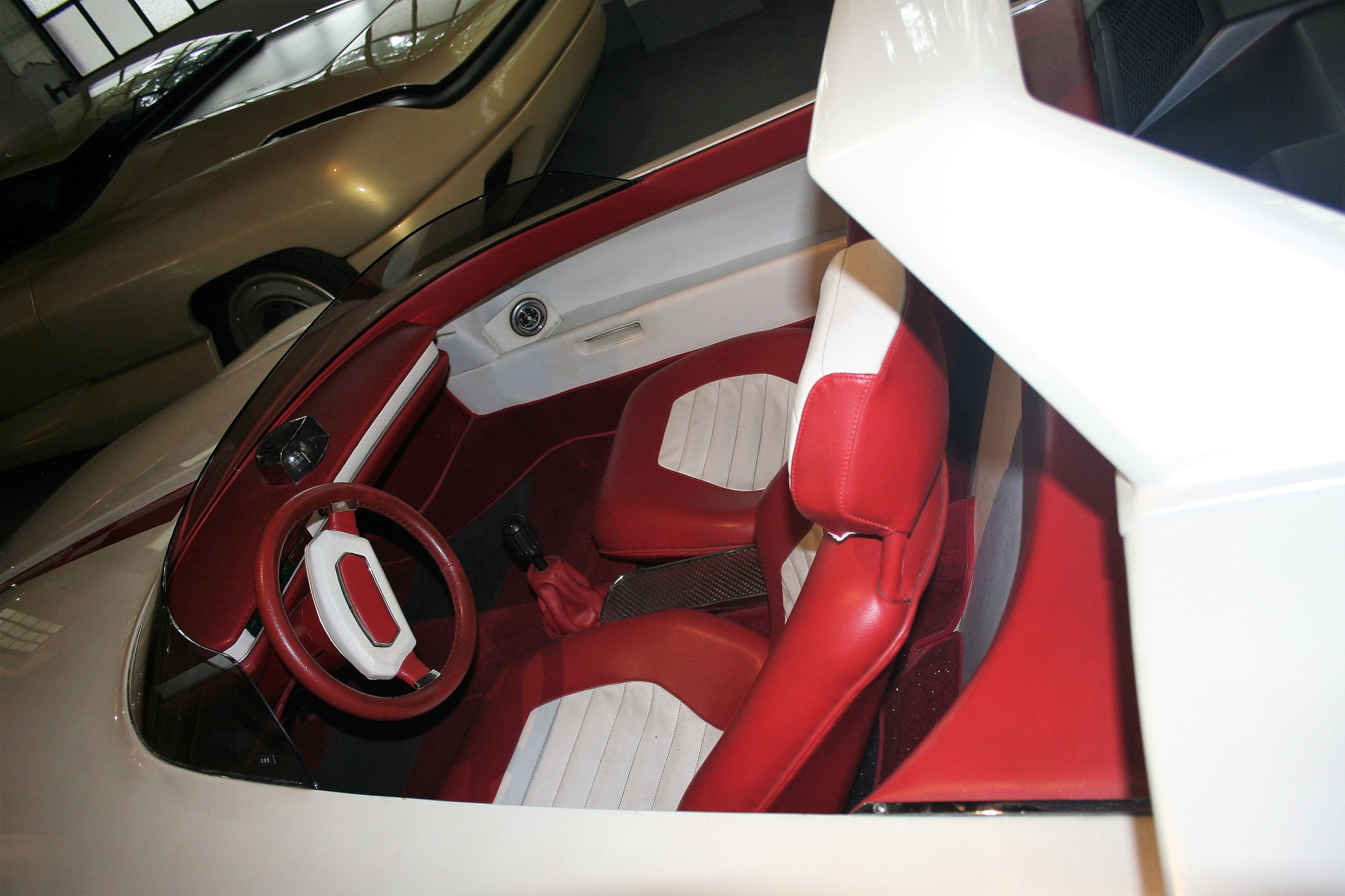
Interni

La vettura, dotata del propulsore della Fiat 128, era caratterizzata da una base telaistica dell'Autobianchi A112 ma a differenza di questa aveva motore e cambio centrali similmente alla Lamborghini Miura che era stata concepita pochi anni prima dallo stesso Gandini. Il disegno dalla forma a cuneo prendeva spunto anche dalle imbarcazioni da competizione del periodo con l'assenza del parabrezza canonico, ridotto ad una palpebra pressoché invisibile, cosa che fa risaltare la presenza del grande roll-bar. Anche i fari erano originali per forma e collocazione, montati ai lati del roll-bar stesso, posteriormente al posto di guida. 
Altri riferimenti presi direttamente dalla nautica erano la plancia e i pannelli delle porte, in materiali morbidi e rivestiti in pelle.
Il prototipo è stato il precursore della Fiat X1/9 presentato un paio di anni dopo, ma altri riferimenti si troveranno anche nella successiva Lancia Stratos.